# Henk Cornelisse
Hendrik Jan Willem "Henk" Cornelisse (nascido em 16 de outubro de 940) é um ex-ciclista holandês. Conquistou uma medalha de bronze na perseguição por equipes de 4 km, junto com Cor Schuuring, Gerard Koel e Jaap Oudkerk nos Jogos Olímpicos de 1964 em Tóquio. Também venceu a Volta a Holanda do Norte e Tour de Overissel em 1962, e uma etapa do Tour de Olympia em 1964.